# فلاتر (منصة برمجية)
فلاتر (بالإنجليزية: Flutter) هي حزمة أدوات تطوير برمجيات مفتوحة المصدر  طورتها جوجل لبناء واجهات المستخدم لتطبيقات نظام الأندرويد ونظام أي أو إس ونظام ويندوز وتطبيقات الويب.
تم إنشاء اطار عمل فلاتر فلاتر من الصفر واستخدم لكتابته وبنائه لغة دارت ولغة سي++ وهو لا يزال نوعاً ما في مرحلتها التجريبية، على الرغم من ذلك، فاطار عمل فلاتر تم اصداره رسمياً لكن لا يزال في المرحلة التجريبية للنجاح، يستخدم اطار عمل فلاتر في الأساس لتطوير واجهات الاستخدام ويتعاون مع لغة البرمجة دارت للتعامل مع العمليات البرمجية جهة البرنامج الخلفية.
تم تحسين وتطوير اطار عمل فلاتر لجعله أداة عملية قوية لتحسين سرعة وكفاءة التطبيقات، كما تعتبر هذه نعمة للمؤسسات والمطورين ومن يسعى للعمل على المنصتين بأقل وأوفر جهد وتكلفة.
يساعد اطار عمل فلاتر المصممين والمبرمجين على تشييد تطبيقات بتصميم عصري وجذاب من خلال حزم ومكتبات مبنية ومكتوبة مسبقاً وجاهزة للاستخدام مما سيسهل عليك عملك كثيراً.

## بنية الإطار
مكونات إطار فلاتر الرئيسية تتكون من:
- لغة برمجة Dart
- محرك فلاتر
- المكتبات الأساسية
- عناصر (widgets) مخصصة

## عناصر Widgets
كل شيء في فلاتر هو عبارة عن widgets , يزود إطار فلاتر المبرمجين بمجموعة كبيرة من هذة العناصر التي تؤدي وظائف متنوعة داخل التطبيق، مثل:
- النصوص - Texts
- الصور - Images
- ايقونة التطبيق - Icon
- العمود - Column

## مثال تطبيق Hello World»
هكذا يبدو تطبيق Hello World باستخدام فلاتر:
```
import
 
'package:flutter/material.dart'
;

void
 
main
()
 
=>
 
runApp
(
HelloWorldApp
());

class
 
HelloWorldApp
 
extends
 
StatelessWidget
 
{

  
@override

  
Widget
 
build
(
BuildContext
 
context
)
 
{

    
return
 
MaterialApp
(

      
title:
 
'Hello World App'
,

      
home:
 
Scaffold
(

        
appBar:
 
AppBar
(

          
title:
 
Text
(
'Hello World App'
),

        
),

        
body:
 
Center
(

          
child:
 
Text
(
'Hello World'
),

        
),

      
),

    
);

  
}

}

```

## أنظر أيضًا
- أباتشي كوردوفا